# La Longeville
La Longeville (Aussprache [la lɔ̃ʒvil]) ist eine ehemalige französische Gemeinde mit 844 Einwohnern (Stand: 1. Januar 2022) im Département Doubs in der Region Bourgogne-Franche-Comté. Sie gehörte zum Arrondissement Pontarlier.
La Longeville gehört zur Mikronation Freie Republik Saugeais (République du Saugeais).
Der Erlass des Präfekten vom 25. September 2024 legte mit Wirkung zum 1. Januar 2025 die Eingliederung von La Longeville als Commune déléguée zusammen mit den früheren Gemeinden Montbenoît, Hauterive-la-Fresse, Montflovin und Ville-du-Pont zur Commune nouvelle Pays-de-Montbenoît fest.

## Geografie

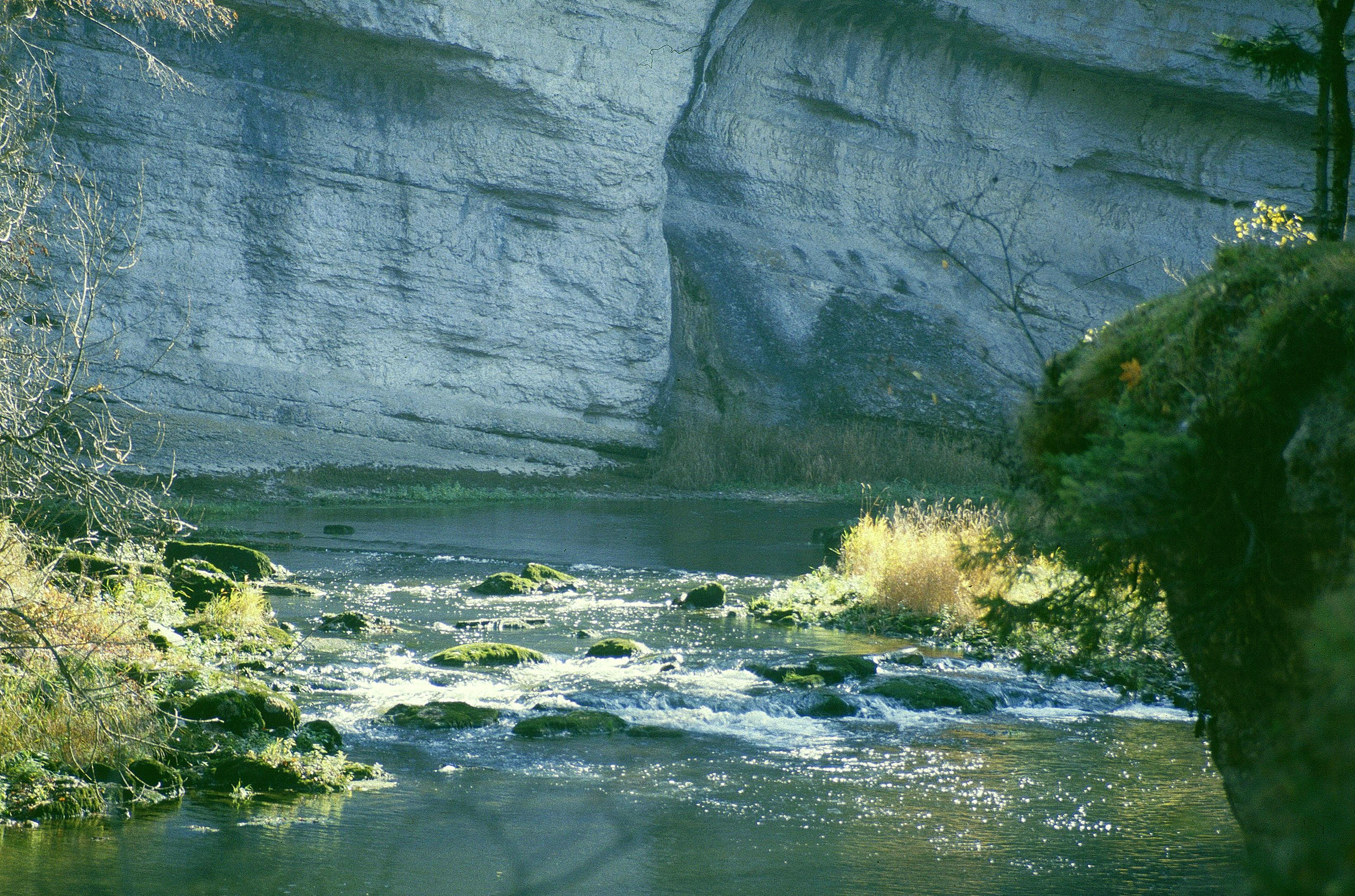
Der Doubs in der Schlucht Défilé d’Entre-Roches

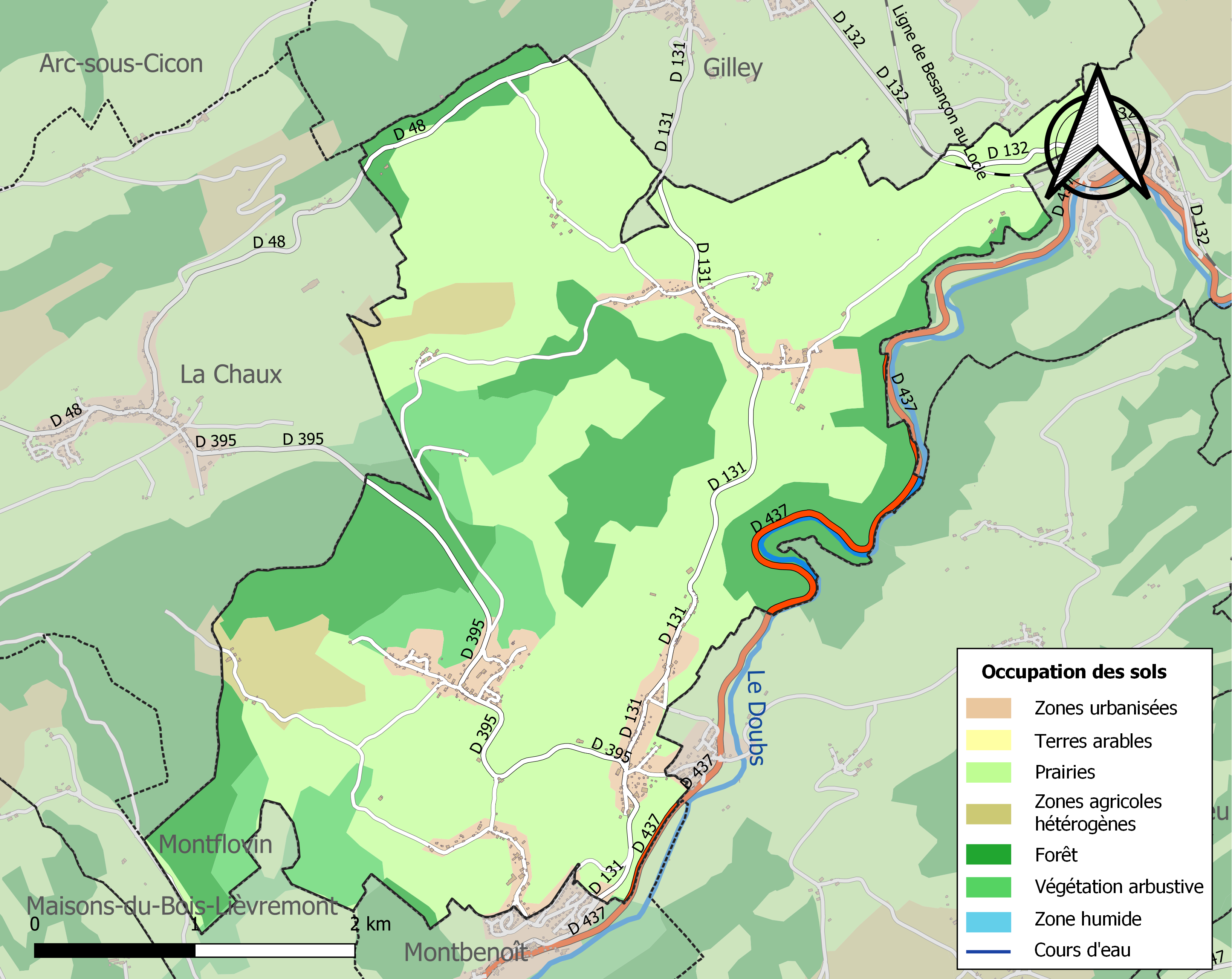
Bodennutzung und Infrastruktur von La Longeville (2018)

La Longeville liegt auf circa 905 m, etwa 14 Kilometer nordöstlich von Pontarlier (Luftlinie) nahe der Grenze zur Schweiz in der historischen Provinz der Franche-Comté. Das Dorf erstreckt sich im Jura-Gebirge im Val du Saugets, leicht erhöht auf der nördlichen Talseite des Doubs, nördlich der Jurahöhen der Montagne du Larmont. Das Ortsgebiet gehört zum Regionalen Naturpark Doubs-Horloger.
Die Fläche des Ortsgebiets umfasst einen Abschnitt des französischen Juras. Die südliche Ortsgrenze verläuft teils entlang dem Doubs, teils an den Hängen auf der linken (nördlichen) Talseite. Der Doubs fließt hier zunächst in einer relativ breiten Talniederung nach Nordosten durch das Val du Saugeais. Unterhalb von La Longeville tritt der Fluss in den Défilé d’Entre-Roches ein. Dieser schluchtartige Abschnitt wird auf beiden Seiten von markanten Felswänden begleitet. Nach Norden erstreckt sich das Ortsareal über den sanft ansteigenden Hang von La Longeville, der ein lockeres Gefüge von Wies- und Weideland sowie Wald zeigt, bis auf den angrenzenden breiten Höhenrücken. Hier wird auf einer Kuppe im Bois Les Courtots mit 991 m die höchste Erhebung von La Longeville erreicht. Ganz im Nordosten hat der Ort Anteil am Hochplateau von Gilley (durchschnittlich auf 860 m), das ebenfalls nördlich am Défilé d’Entre-Roches anschließt. Mit einem schmalen Streifen reicht das Gebiet bis an den Südhang der Antiklinale des Crêt Monniot.
Zu La Longeville gehören neben dem eigentlichen Ort auch verschiedene Weiler und zahlreiche Einzelhöfe, darunter:
- Largillat (860 m) am Hang oberhalb von Montbenoît
- Les Travers (840 m) am nördlichen Hang des Doubstals
- Les Courtots (905 m) auf einem Plateau über dem Doubstal
- Les Auberges (854 m) auf dem Plateau von Gilley
- Les Prés Vuillins (860 m) auf dem Plateau von Gilley
- Les Maitrets (880 m) auf dem Plateau von Gilley
- Les Arces (868 m) auf dem Plateau von Gilley südlich des Mont Chaumont
- Bassignet (915 m) an erhöhter Lage südlich des Crêt Monniot

Umgeben wird La Longeville von den Nachbargemeinden Gilley im Norden und Les Combes im Osten, den Communes déléguées Ville-du-Pont im Osten, Montbenoît im Süden und Montflovin im Westen sowie der Nachbargemeinde La Chaux im Westen.
Teile des Gebiets von La Longeville gehören zur ZNIEFF-Naturzone „Défilés d’Entre-Roches et du Coin de la Roche“ (430007824). 63 % der Fläche von La Longeville werden landwirtschaftlich genutzt, hauptsächlich als Weideland, rund 22 % sind bewaldet, 9 % entfallen auf Flächen mit Strauch- und/oder Kräutervegetation, rund 6 % auf bebaute Flächen (Stand: 2018).

## Geschichte
Im Mittelalter gehörte La Longeville zur klösterlichen Herrschaft Montbenoît. Zusammen mit der Franche-Comté gelangte das Dorf mit dem Frieden von Nimwegen 1678 an Frankreich. Das Dorf besitzt keine eigene Kirche; es ist Teil der Pfarrei Montbenoît.

## Bevölkerungsentwicklung
| Jahr                       | 1962 | 1968 | 1975 | 1982 | 1990 | 1999 | 2006 | 2013 | 2020 |
| Einwohner                  | 382  | 363  | 321  | 352  | 384  | 488  | 591  | 737  | 829  |
| Quellen: Cassini und INSEE |      |      |      |      |      |      |      |      |      |

Nachdem die Einwohnerzahl in der ersten Hälfte des 20. Jahrhunderts markant abgenommen hatte (1886 wurden noch 779 Personen gezählt), wurde seit Beginn der 1980er Jahre wieder ein deutliches Bevölkerungswachstum verzeichnet.